# Luci Emili Mamercí (cònsol)
Luci Emili Mamercí (en llatí: Lucius Aemilius L. F. Mam. N. Mamercinus) va ser un magistrat romà. Era fill de Luci Emili Mamercí, que va ser en set ocasions tribú amb potestat consular.
Va ser nomenat magister equitum del dictador Marc Furi Camil l'any 368 aC. Va ser cònsol el 366 aC amb Luci Sexti Sextí Laterà, i va ser el primer plebeu que va exercir el consolat d'acord a la llei Licínia que s'acabava d'aprovar. Va tornar a ser elegit cònsol per segona vegada tres anys més tard, el 363  aC amb Gneu Genuci Aventinense.